# Chalarothyrsus amplexicaulis
Chalarothyrsus amplexicaulis är en akantusväxtart som beskrevs av Gustav Lindau. Chalarothyrsus amplexicaulis ingår i släktet Chalarothyrsus och familjen akantusväxter. Inga underarter finns listade i Catalogue of Life.